# Burkhard II. von Randegg
Burkhard II. von Randegg († 13. April 1466) war von 1462 bis 1466 Bischof von Konstanz.

## Familie
Burkhard stammte aus dem schwäbischen Geschlecht der Herren von Randegg mit Sitz auf Burg Randegg bei Gottmadingen. Er war der Sohn des Ritters Heinrich von Randegg und der Margaretha von Ellerbach.
Seine Nichte Anna von Randegg war von 1478 bis 1502 Äbtissin des Klosters Gnadental.

## Leben
Am 1. Dezember 1462 wurde der Konstanzer Dompropst und Domherr Burkhard von Randegg vom Domkapitel zum Bischof des Bistums Konstanz gewählt.
Am 3. Dezember 1462 ernannte er den umtriebigen Georg Winterstetter, Kanonikus in St. Stephan und späterer Domherr in Konstanz, zu seinem Sachwalter. Winterstetter reist auch nach Rom, um die päpstliche Ernennungsurkunde zum Bischof des Burkhard II. von Randegg von Papst Pius II. in Empfang zu nehmen.
1463 tauschte Burkhard vom Kloster St. Gallen die Vogtei Horn und das Gericht Goldbach im Thurgau ein. Mit bischöflicher Anordnung vom 13. Mai 1464 verbot er den Chorherren und Chorfrauen der Abtei Zürich, ohne Wissen und Willen der Äbtissin Kapital zu halten.
Am 13. April 1466 starb Burkhard von Randegg und wurde im Konstanzer Münster beigesetzt.